# Szemud
Szemud (dodatkowa nazwa w j. kaszub. Szëmôłd, niem. Schönwalde) – wieś kaszubska w Polsce, położona w województwie pomorskim, w powiecie wejherowskim, w gminie Szemud, przy drodze ekspresowej S6 i drodze wojewódzkiej nr 224.
Wieś królewska w powiecie gdańskim województwa pomorskiego w II połowie XVI wieku. W latach 1975–1998 wieś administracyjnie należała do województwa gdańskiego.
Wieś jest siedzibą gminy Szemud oraz parafii rzymskokatolickiej, należącej do dekanatu Kielno, archidiecezji gdańskiej.

## Integralne części wsi
| SIMC    | Nazwa           | Rodzaj    |
| ------- | --------------- | --------- |
| 1015357 | Czarna Dąbrówka | część wsi |
| 1015400 | Firoga          | część wsi |
| 1015593 | Lesiniec        | część wsi |
| 1015601 | Leśna Góra      | część wsi |
| 1015630 | Mercerstwo      | część wsi |
| 1015653 | Moczydła        | część wsi |
| 1015848 | Załączne        | część wsi |

## Historia
Pierwsze wzmianki o miejscowości pochodzą z 1311 r. W XVI i XVII w. wieś dzierżawili gdańscy patrycjusze: rodziny Ferberów i von der Linde, a po nich rodziny Wejherów i Łebińskich. Dawniej nazwa brzmiała Szynwałd. Do szkoły katolickiej w 1887 r. uczęszczało 146 dzieci. Parafia w 1890 r. liczyła 1454 osoby. Nazwa niemiecka z okresu zaboru i okupacji – Schönwald. W czerwcu 1944 r. członkowie „Gryfa Pomorskiego” zabili niemieckiego leśniczego Scharfa z Kamienia (Steinkrug). W odwecie Niemcy rozstrzelali w okolicy 20 zakładników spośród miejscowych, w tym Jana Libona, partyzantów z oddziału TOW „Gryf Pomorski”, dowodzonego przez ppor. rez. WP Alfreda Loepera, którzy jako ranni dostali się do niewoli pod Koleczkowem 29 lutego 1944 r. Byli więzieni w KL Stutthof, skąd dowieziono ich na miejsce egzekucji.
Miejscowy kościół pochodzi z XVIII wieku. Wewnątrz znajduje się barokowa kropielnica, a na ścianie zewnętrznej – epitafium gdańskiego patrycjusza Kacpra Uberfelda z przełomu XVI i XVII wieku.